# 更换国旗的国家列表
本列表包括世界各国（联合国会员国和未被普遍承认的国家）及部分自治区、特别行政区和政治实体的现行旗帜与旧旗帜进行对比。世界上大多数国家都是有更换过国旗的。

## 主要国家和地区
| 国家或地区         | 使用者                                               | 更换日期                               | 旧国旗 | 新国旗 | 备注 |
| ------------------ | ---------------------------------------------------- | -------------------------------------- | ------ | ------ | --- |
| 澳門               | 葡属澳门使用                                         | 1999年12月20日                         |        |        | 澳门特别行政区基本法起草委员会于1990年12月15日至1991年初的5个月内公开征集澳门特区区旗以及澳门特区区徽的设计式样；应征作品共有782幅设计图；及后经澳门区旗区徽评选委员会投票后选出澳门特区区旗候选作品15幅。评选委员会最终决定在张磊的设计方案及颜色作为基础并结合肖红的设计方案作出修改。 1993年1月15日，澳门基本法起草委员会九全会评选了澳门特区区旗图案的草案；同年3月31日颁布了澳门特别行政区区旗的图案。和香港特区区旗的情况一样，澳门特区区旗于1998年11月至翌年年初作出适度修改。 澳门特别行政区区旗的底色是澳门绿，有欣欣向荣之意；旗面的图案和澳门特别行政区区徽相同；区旗中的五角星分别由一颗大五角星以及四颗小五角星所组成；其意义除了和中华人民共和国国旗的五角星一样外，也呼应了《澳门基本法》第1条中“澳门特别行政区是中华人民共和国不可分离的部分”。五角星之下有一朵由三片花瓣组成的白色莲花；而三片花瓣分别代表澳门半岛、氹仔和路环。莲花下面分别是一条白色大桥和绿白相间并由近向远渐变的海水是象征澳门自然环境的特点。 对于澳门区旗的底色设计，原草委宗光耀于《澳门基本法》颁布20周年时称，当时香港区旗和区徽底色定为红色，不少人认为澳门区旗便同样沿用红色，不过中央政府对澳门这方面无特别考究。澳门基本法草委会副主任钱伟长提出设想，认为澳门无历经过重大战争、且有山有水，区旗区徽可考虑用绿色。当时的国务院副总理钱其琛认为这个意见值得思考，与宗光耀商量先了解国务院港澳办主任姬鹏飞的意见。姬鹏飞没有反对，思考期间并说一句“红花都需绿叶相配”。钱其琛和宗光耀意会是合适设想，最终建议获投票通过。 |
| 香港               | 英属香港使用                                         | 1997年7月1日                           |        |        | 1997年6月30日，全国人大常委会通过决议，即7月1日零时起正式启用香港特别行政区区旗，旗帜为红色背景+紫荆花图案。 在香港主权移交之前的1987年5月20日到1988年3月31日，香港政府在当地居民中进行了一次比赛，以帮助选择后殖民时期香港的旗帜，期间共提交7147份设计意见书，其中有4489份是关于旗帜设计的。建筑师何弢作为评审小组的专家之一，来参与选择香港的新旗帜。他回顾说，一些设计相当滑稽并且带有政治扭曲的色彩：“有一个设计是这样的，一边是镰刀锤子，另一边则是一个美元符号。”有的设计因为含有有版权的素材而被拒绝，例如含有香港市政局、香港艺术节和香港旅遊協會的标志。有六个设计被评委选入决赛，但后来都被中华人民共和国拒绝。何弢和另外两个评审专家被中华人民共和国政府要求提交新的设计提案。6月，香港新华社丘东及汤步青两位先生到访韩秉华与苏敏仪的工作室。当时新华社大楼就在香港湾仔皇后大道东，与在摩利臣山道的设计工作室只隔了一条马路。当时在大厦高层，可遥望新华社。他们带来了由基本法起草委员会主任姬鹏飞署名的邀请函，邀请韩秉华担任香港特别行政区区旗、区徽图案评选委员会委员，信函中还附录了11位委员名单，包括钱伟长、马临、雷洁琼、霍英东、毛钧年、吴作人、刘开渠、荣高棠、文楼、何弢以及韩秉华。这个委员会由几位基本法起草委员和内地、香港艺术界的代表组成，包括雕塑家、建筑师和设计师中的代表，因而文楼、何弢及韩秉华被选为评选委员。 为了寻找灵感，何弢来到一个花园，拿起洋紫荆花，他观察到五个花瓣的对称性，以及他们的缠绕方式，给他一种动态感，这让他联想到把洋紫荆花的设计加入区旗来代表香港。这个设计于1990年4月4日在第七届全国人民代表大会第三次会议上通过。该旗帜在1997年7月1日午夜过后的第一时间首次正式升起在交接仪式上，标志着主权的移交，伴随着《义勇军进行曲》，它与中华人民共和国的五星红旗共同升起，而英国国旗和代表香港殖民地时期的香港旗在午夜前几秒落下。                                                                            |
| 中華民國           | 中华民国大陆时期 中华民国台湾地区使用                | 1928年12月29日                         |        |        | 东北易帜，五色旗更换为青天白日满地红 1914年，二次革命失敗後，孫中山發表中華革命黨革命方略，在該方略「第一編 軍政」、「第一章 總綱」之「第三節 旗幟及服制」，第八條「中華民國以青天白日旗為國旗，其圖說如左：旗以紅色為地，青天白日為章，章在旗之首上隅。旗章之地用藍色作天，圓心用白色作日，日緣仍用藍色，日邊飾以光芒十二道。光芒之空間仍用白色。」，後第九條「大元帥帥旗及軍旗在未分別製定專旗以前，得用青天白日之旗章為軍旗。」1921年4月7日，非常国会推选孙中山为非常大总统，公布青天白日满地红为国旗。1924年6月23日，国民党中央执行委员会决定以青天白日旗为党旗，青天白日满地红为国旗。1925年（民國14年），以中國國民黨為首的國民政府在廣州成立。1928年11月2日国民政府第五次国务会议决议制定《中华民国国徽国旗法》。12月17日公布以青天白日为国徽，青天白日满地红为国旗。 1928年國民黨北伐中各地五色旗逐步被青天白日滿地紅旗取代，1928年12月29日东北保安总司令张学良通电宣布東北易幟：“于即日起宣布遵守三民主义，服从国民政府，改易旗帜”。12月29日上午7时，东三省同时升起青天白日滿地紅旗，青天白日滿地紅旗完全取代五色旗。 |
| 中华人民共和国     | 中华人民共和国、中国大陆地区使用                     | 1949年10月1日                          |        |        | 中共建政，青天白日满地红更换为五星红旗 1949年7月4日，新政治协商会议筹备会第六小组决定发出征集国旗、国徽图案和国歌词谱的启事。经过毛泽东和周恩来的修改审定的《新政治协商会议筹备会为征求国旗国徽图案及国歌词谱启事》 征集国旗图案的启事发出后，当时在上海工作的曾联松希望设计一幅国旗图案来表达他对新中国的爱国热情。时值七月中旬，他在自家的阁楼上开始设计国旗图案。他想到中国共产党领导的工农红军是以五角星作为自己的标志，而且中国共产党又是中国人民的大救星，进而决定用五角星来象征它。而毛泽东在《论人民民主专政 （页面存档备份，存于）》一文则指出当时人民由四个社会阶级（工人阶级、农民阶级、城市小资产阶级和民族资产阶级）组成，因此他决定用四颗小五角星来象征由四个社会阶级组成的人民。在确定了五颗金星的位置和大小后（他曾设想在旗面的中心置放五颗金星，但因其在视觉上过于局促、凝滞而放弃），他於八月中旬将自己的设计“红地五星旗”寄给了筹备会。 截至8月20日，国旗国徽评选委员会共收到了2992幅（一说为3012幅）国旗图案，这些应征图案在临时选阅室内进行了展示，评选委员会从中精选出38份草图，并将之汇编入《国旗图案参考资料》，提交给新成立的中国人民政治协商会议讨论。曾联松的方案最初并未入选，后来在田汉的主张下才被收为“复字32号”“红地五星旗”，并根据小组讨论的意见去除了类似苏联国旗的锤子镰刀的标志。 9月23日当晚，彭光涵向周恩来推荐了32号图案；周恩来对该设计感到满意，并要求彭光涵绘制较大的图样。两天后，毛泽东在中南海召开了座谈会，说明了他赞成红地五星旗的理由，并在与会代表间取得了共识。 9月27日，中国人民政治协商会议第一届全体会议正式决定采纳红地五星旗方案，并将其改名为“五星红旗”。 9月29日，《人民日报》刊发了新国旗的图样和制法说明，提供社会各界制作使用。1949年10月1日，在中华人民共和国的开国大典上，五星红旗首次在北京天安门广场升起。第一面飘扬在天安门广场上的国旗由女缝纫工赵文瑞缝制，她在9月30日下午1时完成了这项工作。 |
|                    | 北朝鲜人民委员会 朝鲜民主主义人民共和国使用          | 1948年9月8日                           |        |        | 朝鲜民主主义人民共和国成立，北朝鲜人民委员会更换太极旗为朝鲜国旗 |
|                    | 大韩民国临时政府 大韩民国政府使用                    | 2011年7月8日                           |        |        | 本国旗采用于1948年韩国建政，目前的版本修改自2011年。 |
| 蒙古国             | 蒙古人民共和国 蒙古国使用                            | 2011年7月8日                           |        |        | 苏联解体以后，1990年蒙古民主革命，蒙古人民共和国更改国旗，目前的版本修改自2011年。 |
| 日本               | 日本帝国 日本国使用                                  | 1999年8月13日                          |        |        | 1999年日本国会正式将日章旗定为日本国旗，并将旗帜样式和色彩标准化 |
| 越南               | 越南民主共和国 越南社会主义共和国使用                | 1955年11月30日                         |        |        | 1955年，对金星的图案进行修正，成为现今样式。 |
|                    | 老挝王国 老挝人民民主共和国使用                      | 1975年12月2日                          |        |        | 现行老挝国旗于1975年老挝人民革命党上台后启用 |
| 马来西亚           | 马来亚联合邦 马来西亚使用                            | 1963年9月16日                          |        |        | 1963年马来西亚联邦成立后，修改国旗部分条纹和图案，1965年新加坡独立后多出的一条红线改为象征联邦直辖区。 |
| 緬甸               | 缅甸联邦 缅甸联邦共和国使用                          | 2010年10月21日                         |        |        | 緬甸政府在2010年根據2008年通過的《緬甸聯邦共和國憲法》有關國家標誌的規定，修改國旗圖案。 |
| 斯里蘭卡           | 锡兰 斯里兰卡民主社会主义共和国使用                  | 1972年5月22日                          |        |        | 1951年锡兰（斯里兰卡的旧称）政府为体现对各民族一律平等对待的态度，加入了代表泰米尔人的橙色和穆斯林的绿色，并以分割线与狮子图案隔开。1972年又对国旗上的菩提树叶形状进行修改。 |
| 土耳其             | 奥斯曼土耳其帝国 土耳其共和国使用                    | 1923年6月5日                           |        |        | 目前的土耳其国旗来源于1844年最后使用的奥斯曼帝国国旗。 |
| 叙利亚             | 叙利亚共和国 阿拉伯联合共和国 阿拉伯叙利亚共和国使用 | 1958年3月8日                           |        |        | 旧国旗为1932年独立时叙利亚国旗使用的版本，曾多次与新国旗交叉使用 |
| 叙利亚             | 叙利亚过渡政府使用                                   | 2024年12月8日                          |        |        | |
| 伊拉克             | 伊拉克复兴党政权 伊拉克共和国使用                    | 2008年1月22日                          |        |        | 2008年更新伊拉克国旗部分图案，去掉了代表伊拉克复兴党的三颗绿色五角星；事实上是将“真主至大”改为印刷体的1991年版的改进版国旗。 |
|                    | 格鲁吉亚共和国使用                                   | 2004年1月25日                          |        |        | 在1918年至1921年和1991年至2004年間，一面三色旗成為了該國國旗。而舊旗幟在蘇聯解體後成為了對抗謝瓦爾德納澤的象徵。 |
| 德涅斯特河沿岸     | 德涅斯特河沿岸使用                                   | 2000年7月25日                          |        |        | 2000年起恢复了原国旗上的锤子和镰刀。 |
| 白俄羅斯           | 白俄罗斯使用                                         | 1995年6月7日                           |        |        | 1991年白俄羅斯自蘇聯獨立後，曾於1992年立法恢復使用1918年至1920年白俄羅斯人民共和國時的白紅白雙色三條式國旗。 直到1995年因為白俄羅斯強人總統盧卡申科的親俄背景，改採白俄羅斯蘇維埃社會主義共和國國旗，將該旗稍做修改（取消蘇聯時期的金色鐮刀錘子及金邊紅色五角星圖案）後即成為現在的樣式。 |
| 白俄羅斯           | 白俄罗斯使用                                         | 2012年2月10日 (當前設計，裝飾比以前厚) |        |        | 本旗帜首次使用为1995年6月7日，2012年2月10日做出修改。 |
| 羅馬尼亞           | 罗马尼亚使用                                         | 1989年12月27日                         |        |        | 1989年12月25日，罗马尼亚共产党政权倒台，齐奥塞斯库夫妇被处死。12月27日，将国旗上的旧国徽去掉。 |
| 阿尔巴尼亚         | 阿尔巴尼亚使用                                       | 1992年4月7日                           |        |        | 1991年阿尔巴尼亚发生剧变，导致劳动党政权于4月26日倒台，并改名“阿尔巴尼亚共和国”。直到1992年4月7日，阿尔巴尼亚国旗上的红星才被删除。 |
| 北馬其頓           | 马其顿使用                                           | 1995年10月5日                          |        |        | 希腊方面认为这个国名暗示着对希腊北部马其顿大区的领土要求，因此坚决反对使用“马其顿共和国”这一名称，并对马其顿共和国采取经济封锁。迫于压力，马其顿共和国方面使用“前南斯拉夫马其顿共和国”的名称加入联合国，并于1995年修改了以渥吉纳太阳为图案的国旗。但在国名上，马其顿不顾希腊反对，对内对外仍坚持使用其宪法国名“马其顿共和国”。，2019年2月12日起國號正式改為北馬其頓共和國。 |
| 蒙特內哥羅         | 黑山使用                                             | 2004年7月13日                          |        |        | 2004年黑山共和国国旗改为现行版本。 |
| 圣马力诺           | 圣马力诺共和国使用                                   | 2011年7月22日                          |        |        | 现行国旗样式启用于1862年4月6日，2011年7月22日对国旗中央的国徽图案作出修改。 |
| 苏丹               | 苏丹共和国使用                                       | 1970年5月20日                          |        |        | 1956年使用的是一面由蓝、黄、绿三条横条的泛非颜色三色旗。如今是一面由绿色三角形和红、白、黑三条横条组成的泛阿拉伯色彩旗帜，1970年改为如今样式 |
| 南蘇丹             | 苏丹人民解放运动及南苏丹共和国使用                   | 2023年8月20日                          |        |        | 2005年之前使用的南苏丹自治政府旗是浅蓝色版本的苏丹人民解放运动的旗帜，目前的版本修改自2023年。 |
| 利比亞             | 大阿拉伯利比亚人民社会主义民众国及利比亚国使用       | 2011年8月3日                           |        |        | 2011年8月20日，利比亞全国过渡委员会成功攻下的黎波里，並獲得聯合國承認，利比亞王國時期的國旗得以重新採用。 |
| 索馬利蘭           | 索马里兰共和国使用                                   | 1996年10月14日                         |        |        | 1996年10月14日更换为现在的三色旗样式 |
| 刚果民主共和国     | 刚果民主共和国使用                                   | 2006年2月20日                          |        |        | 恢复使用与1963至1971年间使用的国旗相似的版本。 |
| 毛里塔尼亚         | 毛里塔尼亚伊斯兰共和国使用                           | 2017年8月16日                          |        |        | 2016年毛里塔尼亚总统穆罕默德·乌尔德·阿卜杜勒-阿齐兹提出他的国旗修改方案，添加上、下两条红色条纹，象征缅怀为国家从法国殖民统治下解放而流血牺牲的战士们。2017年8月6日，此国旗修改提议获得毛里塔尼亚议会通过，并于十天后正式启用新国旗。 |
| 賴索托             | 莱索托王国使用                                       | 2006年10月4日                          |        |        | 2006年版国旗恢复了1966年版国旗的主题图案巴索托帽，而主要色彩则是承袭了1987年版国旗的白、蓝、绿，有机结合了第一代和第二代国旗的特色之处。 |
| 马拉维             | 马拉维共和国使用                                     | 2012年5月28日                          |        |        | 2010-2012年的时候国旗，由红、黑、绿、白四色组成，由时任总统的宾古·瓦·穆塔里卡动议修改。但遭到当时在野党议员的反对仍获通过。目前的国旗採用於1964年7月6日，2010年7月29日废除，2012年5月28日恢复。 |
|                    | 贝宁人民共和国及贝宁共和国使用                       | 1990年8月1日                           |        |        | 由馬蒂厄·克雷庫領導的新政府於1975年改變國旗樣式為一面配有紅色五角星的綠色背景旗幟。隨後由於當地在1980年代末期發生經濟危機與東歐劇變使蘇聯國力嚴重削弱，克雷庫政權最終於1990年陷入崩潰，結果當時政府決定在1990年8月1日重新啟用舊版國旗，這面綠黃紅三色旗便一直沿用至今。 |
| 衣索比亞           | 埃塞俄比亚联邦民主共和国使用                         | 2009年8月28日                          |        |        | 现行国旗是在1996年2月6日所通过的国旗版本的基础上进行了小修改，将国旗中央的国徽图案的天蓝色改为宝石蓝色。 |
| 南非               | 南非联邦、南非共和国及西南非洲使用                   | 1982年7月1日                           |        |        | 在1927年末，南非通過了新的國旗設計，並於1928年5月31日首次懸掛，1982年7月1日又頒佈索爾維藍版本。國旗分為橙色、白色和藍色的橫條紋，白色條紋上有三個較小的標誌。橙色、白色和藍色取自旧时的荷兰親王旗颜色，表明阿非利卡人对荷兰殖民歷史的認同，白色條紋上的三個較小的標誌从左到右分别为英国国旗、奥兰治自由邦国旗和德兰士瓦共和国国旗，代表了1910年南非联邦成立时的四个省：英国国旗代表开普省与纳塔尔省（两省原先早已成为英国殖民地，故以英国国旗表示）、奥兰治自由邦国旗代表奥兰治自由邦省、德兰士瓦共和国国旗代表德兰士瓦省。该旗也被用于西南非洲，直到1990年独立為止。电影《城市猎人》中也出现了这面旗帜。 |
| 南非               | 南非共和国使用                                       | 1994年4月27日                          |        |        | 目前的南非國旗是在1994年4月27日首次懸掛。選擇新國旗是納爾遜·曼德拉從監獄被釋放在1990年的談判過程的一部分。在1994年2月，非洲人國民大會與國民黨政府於當天商討國旗問題的解決。最後設計在1994年3月15日通過。 |
| 卢旺达             | 卢旺达共和国使用                                     | 2001年10月25日                         |        |        | 一般認為，這個改動是受盧旺達大屠殺的影響，現行國旗為藍黃綠三色三條橫旗，右上角有太陽標誌。 |
|                    | 佛得角共和国使用                                     | 1992年9月22日                          |        |        | 1992年佛得角对国旗的更换，象徵著该国在意识形态上與同屬葡萄牙前殖民地的幾內亞比紹的分離，更强调佛得角的大西洋国家属性。 |
| 布吉納法索         | 布基纳法索使用                                       | 1984年8月4日                           |        |        | 而原上沃尔特国旗与德意志帝国国旗图案相同，招致东德和西德外交人士的共同抗议，1984年布基纳法索国旗改为现行版本。 |
| 顿涅茨克人民共和国 | 顿涅茨克人民共和国使用                               | 2018年2月27日                          |        |        | 2018年起去掉了原国旗上的顿涅茨克人民共和国国徽及恢复了2014版的纯三色旗。 |
| 卢甘斯克人民共和国 | 卢甘斯克人民共和国使用                               | 2014年12月22日                         |        |        | 现行版本的国旗是一面由浅蓝、深蓝和深红色组成的三色旗，之前卢甘斯克人民共和国国旗是带有俄文国名和国徽的国旗，2014年12月22日正式改用纯三色的旗帜。 |
| 俄羅斯             | 俄罗斯苏维埃联邦社会主义共和国及俄罗斯联邦使用       | 1993年12月11日                         |        |        | 在1993年俄罗斯宪政危机以后俄罗斯国旗的比例被修改为2:3，配色也改回沙俄時期的配色。 |
| 辛巴威             | 津巴布韦罗德西亚共和国及津巴布韦共和国使用           | 1980年4月18日                          |        |        | 1980年，津巴布韦获得最终独立， 津巴布韦罗德西亚共和国也改名为津巴布韦共和国，新国旗被启用。 |
| 馬爾他             | 马耳他共和国使用                                     | 1964年9月21日                          |        |        | 现行国旗采用于1964年9月21日。正式国旗基于1943年至1964年，马耳他的非官方旗帜。 |
| 尼泊尔             | 尼泊尔使用                                           | 1962年12月16日                         |        |        | 1962年尼泊尔国旗改为现行版本。 |
|                    | 克罗地亚共和国使用                                   | 1990年12月21日                         |        |        | 现行版本更新了国旗内的克罗地亚国徽，修改了国旗色调。 |
| 阿富汗             | 阿富汗伊斯兰共和国使用                               | 2013年8月19日                          |        |        | 现行版本更新了国旗内的阿富汗国徽，修改了国旗色调。 |
| 阿富汗             | 阿富汗伊斯兰酋长国使用                               | 2021年8月15日                          |        |        | |
| 西班牙             | 西班牙王国使用                                       | 1981年                                 |        |        | 现行版本更新了国旗内的西班牙国徽，修改了国旗色调。1981年，卡洛斯国王全面掌权后，西班牙国旗上删除了黑鹰图案，并将纹章图案简化，将象征王权的王冠用以替换无王权象征的城市冠，在中心部分加入了象征波旁血统的纹章。 |
| 賽普勒斯           | 塞浦路斯共和国使用                                   | 2006年                                 |        |        | 最初塞浦路斯国旗上的塞浦路斯国土图案为橙色轮廓，后于1960年8月把塞浦路斯国土图案填充为橙色，比例为3:5。2006年，对原设计进行了修改，更改了地图和橄榄枝的设计及色彩，并将比例改为2:3。 |
|                    | 图瓦卢使用                                           | 1997年4月11日                          |        |        | 1995年曾采用一面新的国旗，但由于有共和主义色彩而不受当地居民欢迎，在1997年把原国旗稍为修改再行采用。 |
| 委內瑞拉           | 委内瑞拉玻利瓦尔共和国使用                           | 2006年3月12日                          |        |        | 目前的国旗蓝条的第八颗五角星，是查韦斯政府于2006年3月12日加上：這也是原來西蒙·玻利瓦爾的主張。但反對烏戈·查韋斯及委内瑞拉社会主义统一党的陣營表示不會採用新國旗。 |
|                    | 波斯尼亚和黑塞哥维那使用                             | 1998年2月10日                          |        |        | 現行國旗是於1998年2月10日制定。1992年波黑獨立後發生激烈的內戰。在各方和解後，於1998年才制定了現在的國旗。 |
| 保加利亚           | 保加利亚人民共和国及保加利亚共和国使用               | 1990年9月22日                          |        |        | 保加利亚人民共和国政权倒台之后，保加利亚新政府去除社会主义时期国徽，恢复国旗原状。 |
| 柬埔寨             | 柬埔寨王国及高棉共和國使用                           | 1970年                                 |        |        | 自1859年起，柬埔寨便以吳哥窟作為主圖，設計出第一面代表柬埔寨的國旗，並在1948年獨立後沿用至今。1970年10月9日，柬埔寨內戰結束，龍諾建立的高棉共和國採用了新國旗，這面國旗才第一次被取代。 |
| 柬埔寨             | 民主柬埔寨及柬埔寨人民共和國使用                     | 1993年6月30日                          |        |        | 自1859年起，柬埔寨便以吳哥窟作為主圖，紅色背景和黃色吳哥窟構成了民主柬埔寨的國旗；1979年，柬埔寨人民共和國成立，把前政权國旗稍做修改，卻沒有被联合國所承認。 |
| 柬埔寨             | 柬埔寨人民共和国及柬埔寨王国使用                     | 1993年6月30日                          |        |        | 自1859年起，柬埔寨便以吳哥窟作為主圖，設計出第一面代表柬埔寨的國旗，並在1948年獨立後沿用至今。1993年開始，這面國旗被重新使用。 |
| 莫桑比克           | 莫桑比克人民共和国及莫桑比克共和国使用               | 1983年5月1日                           |        |        | 1983年旗幟更換，颜色改为以前的樣式，去掉齒輪，五角星更大。 |
|                    | 科摩罗伊斯兰联邦共和国及科摩罗联盟使用               | 2002年1月7日                           |        |        | 2002年1月7日，科摩罗通过全民公投，确定现在使用的国旗，一直延续至今。 |
| 阿尔及利亚         | 阿尔及利亚民主人民共和国使用                         | 1962年7月3日                           |        |        | 本旗採用於1962年7月3日，1996年10月17日稍作修改，将国旗底部的绿色深度改浅、星月图案改大。阿尔及利亚于1962年7月5日在新首都阿尔及尔宣布独立，从而开始了现今旗帜的使用。 |
| 尚比亞             | 赞比亚共和国使用                                     | 1964年10月24日                         |        |        | 本旗採用於1964年10月24日，1996年10月17日稍作修改，将国旗底部的绿色深度改浅。 |
|                    | 土库曼斯坦使用                                       | 2001年1月24日                          |        |        | 本旗採用於1992年，2001年1月24日稍作修改，将国旗底部的绿色深度改浅并改比例样式为2:3。 |
| 阿曼               | 阿曼苏丹国使用                                       | 1995年10月18日                         |        |        | 国旗原型启用于1970年12月17日，直至1995年改成目前的比例。 |
|                    | 厄立特里亚国使用                                     | 1995年12月5日                          |        |        | 国旗原型启用于1952年9月15日，直至1995年改成目前的比例。 |
| 圣卢西亚           | 圣卢西亚使用                                         | 2002年2月22日                          |        |        | 本旗採用於1967年3月1日，2002年2月22日稍作修改，将国旗底部的蓝色深度改浅。 |
| 不丹               | 不丹王国使用                                         | 1969年7月15日                          |        |        | 不丹歷史上曾出現三面不同的國旗，首面國旗開始使用的年份並不明，其背景色只有黃色，加上一條頭傾向左方的白龍，直到1949年，背景加上紅色，白龍的方向未有改變。 |
|                    | 加纳共和国使用                                       | 1966年2月28日                          |        |        | 加纳1957年独立后採用此旗為國旗。1964年旗中間的黃色一度改為白色，1966年恢復原來的黄色。 |
|                    | 马里共和国使用                                       | 1961年3月1日                           |        |        | 加纳独立时，国旗是一面由绿、黄、红三条垂直长方形组成的三色旗；旗帜中间的黑色人形图案；沿袭自法属苏丹的旗帜，1961年3月1日被采用为国旗，以取代马里联邦旗帜中间的黑色人形图案。 |
| 埃及               | 阿拉伯埃及共和国使用                                 | 1984年10月4日                          |        |        | 於1984年10月4日啟用。其中中央的國徽稱為「薩拉丁之鷹」，此前国旗中央的国徽为「古莱什之鷹」。 |
| 加彭               | 加蓬共和国使用                                       | 1960年8月9日                           |        |        | 最初的旗帜于1959年启用，与现在的旗帜类似，但三色并不等宽，左上角有法国国旗。独立后法国国旗被去掉，中间代表赤道的黄色窄条被加宽。 |
|                    | 索马里使用                                           | 2012年8月1日                           |        |        | 本国旗自1954年10月12日起启用，2012年8月1日，索马里政府改用蓝色深度进行加深后的新国旗。 |
| 突尼西亞           | 突尼斯王国及突尼斯共和国使用                         | 1999年                                 |        |        | 1999年旗幟更換，颜色改为以前的樣式，星月图案更近似于标准化。 |
|                    | 哈萨克斯坦使用                                       | 1992年6月4日                           |        |        | 本国旗是1991年独立后采用的新国旗。在1992年6月4日前哈萨克斯坦共和国国旗可能的早期版本，之后修改了国旗部分图案。 |
| 北賽普勒斯         | 北塞浦路斯土耳其共和国使用                           | 1984年                                 |        |        | 现行国旗启用于1984年，最初的国旗为红地，后改为白地。 |
|                    | 文莱达鲁萨兰国使用                                   | 1959年9月29日                          |        |        | 在1906年之前，其國旗只是由純黃色所組成，及後加上了黑白兩色的平行四邊形。而現時的國旗是於1959年9月形成，在旗的中央加上了國徽，1984年元旦，汶萊正式脫離了英國的統治，獨立後沿用了該面旗幟。 |
| 伊朗               | 伊朗王國及伊朗臨時政府使用                           | 1979年                                 |        |        | 波斯立宪革命后采用三色旗作为国旗，三色起於卡扎尔王朝，但中間的圖案為狮子与太阳，沿用至伊朗伊斯蘭革命為止。這面旗也為反對伊斯蘭共和國的人士所用。 |
| 伊朗               | 伊朗臨時政府及伊朗伊斯兰共和国使用                   | 1980年7月29日                          |        |        | 现行国旗啟用於1980年7月29日，为伊朗伊斯兰革命后所采用的旗帜。波斯立宪革命后采用三色旗作为国旗，1906年8月5日正式确定，最初比例近似为1:3。三色起於卡扎尔王朝。 |
| 立陶宛             | 立陶宛共和国使用                                     | 2004年7月8日                           |        |        | 本国旗自1989年启用，2004年曾作少许修改，立陶宛现国旗的長寬比例本來是1:2，2004年改为3:5。 |
| 冰島               | 冰岛共和国使用                                       | 1944年6月17日                          |        |        | 本旗採用於1944年6月17日，在1918-1944年间的冰岛国旗，此时所用的蓝色为群青蓝，比例为18:25。 |
| 塞舌尔             | 塞舌尔共和国使用                                     | 1996年6月18日                          |        |        | 塞舌尔现国旗是该国独立后的第三版国旗。目前国旗的颜色以前两版国旗（1976.6.29-1996.6.17）颜色加上代表太阳的黄色组合而成。在同日启用的新国歌中亦有提及。 |
| 希腊               | 希腊共和国使用                                       | 1978年12月22日                         |        |        | 1967年军政府时期再一次停用，軍艦旗旗于1969年被用作唯一的国旗，并使用一种深色调的蓝色。在1970年8月18日，国旗比例被改为7:12。在政权更替后，陆用旗被恢复了一段时间（法令第48/1975条和总统令515/1975条），直到1978年被取代为现今浅色版本的、过去的民用旗（海用旗）重新成为唯一的国旗。 |
|                    | 布隆迪共和国使用                                     | 1982年9月27日                          |        |        | 本旗为布隆迪共和国的国旗，于1967年6月28日最初制定，1982年9月27日作出最新修改，将国旗总比例由2:3改为3:5。 |
| 赤道几内亚         | 赤道几内亚共和国使用                                 | 1979年8月21日                          |        |        | 现赤道几内亚国旗在1969年10月13日首度启用，1973年4月6日废除，1979年8月21日恢复。 |
| 多哥               | 多哥共和国使用                                       | 1960年4月27日                          |        |        | 现赤道几内亚国旗在1960年4月27日首度启用，之前曾使用法属殖民地时期去除法国国旗的旗帜。 |
| 印度               | 印度共和国使用                                       | 1947年7月22日                          |        |        | 1931年，全印国大党委员会任命7人委员会负责国旗的起草，1947年7月22日印度制宪会议批准这面旗帜为印度共和国的国旗。 |
|                    | 孟加拉人民共和国使用                                 | 1972年1月27日                          |        |        | 于1972年1月27日正式采用，纵横比3:5。此旗以1971年孟加拉解放战争中使用的旗帜为原形，原旗帜为红色太阳照耀下的孟加拉国版图。为了飘扬的时候的视觉效果，红色圆形稍偏向旗杆方向，半径为旗帜长度的五分之一，圆心在旗帜9/20和正中水平线交界处。 |
| 约旦               | 约旦哈希姆王国使用                                   | 1939年12月22日                         |        |        | 国旗原型启用于1928年4月18日，1939年12月22日作出修改，增加了国旗左侧红色三角形的面积。 |
| 科威特             | 科威特国使用                                         | 1961年9月7日                           |        |        | 现行国旗是一面由黑 （在左，為梯形）、綠、白、紅 （三者在右成橫條）四色組成的旗幟，是泛阿拉伯色彩旗帜。此旗1961年9月7日啟用，同年11月24日首次升起。 |
|                    | 卡塔尔国使用                                         | 1971年7月9日                           |        |        | 卡塔尔国旗右侧原为红色，但由于当地所产的红色染料在烈日暴晒下会变成栗色，加上其易与巴林国旗混淆，遂于1936年改为栗色。 |
| 巴林               | 巴林王国使用                                         | 2002年2月17日                          |        |        | 2002年，“巴林国”改名“巴林王国”，巴林王国政府又把锯齿个数从八个改为五个，象征着伊斯兰教中所教导的五功。代表巴林王国皇权的皇旗在国旗的基础上增加了两个白条，一条置于顶端，另一条置于底端。 |
| 阿尔察赫共和国     | 阿尔察赫共和国使用                                   | 1992年6月2日                           |        |        | 本国旗自1992年6月2日日起启用，旧国旗与亚美尼亚国旗相同。1992年起采用基于该国旗的设计。 |
| 海地               | 海地共和国使用                                       | 1986年2月26日                          |        |        | 本国旗自1986年2月26日起启用，旧国旗与列支敦士登国旗完全相同。1986年起采用基于增加国徽的国旗的设计。 |
| 荷蘭               | 荷兰使用                                             | 1937年2月19日                          |        |        | 1937年2月19日，威廉明娜女王（Queen Wilhelmina）頒布法令正式規定荷蘭國旗的顏色是朱紅色、白色、鈷藍色，沿用至今。 |
| 比利时             | 比利时王国使用                                       | 1831年1月23日                          |        |        | 目前这面旗帜在1831年1月23日被正式采纳为比利时国旗，它最早源自独立战争时期比利时人抗击荷兰统治时所使用的战旗。 |
| 瑞典               | 瑞典王国使用                                         | 1906年6月22日                          |        |        | 现行國旗，於1906年6月22日正式制定。此前与挪威王国共主邦联建立瑞典-挪威联盟；使用共同旗帜。 |
| 挪威               | 挪威王国使用                                         | 1899年12月15日                         |        |        | 现行国旗，于1899年12月15日正式采用。此前与瑞典王国共主邦联建立瑞典-挪威联盟；使用共同旗帜。 |
| 波蘭               | 波兰共和国使用                                       | 1980年1月31日                          |        |        | 现行国旗启用于，1980年1月31日的国徽法对法定红色的文字说明改为了CIE1931色彩空间的三色坐标，让最终的法定红色再次与绯红相近。 |
| 列支敦斯登         | 列支敦士登公国使用                                   | 1937年6月24日                          |        |        | 现行国旗启用于1921年10月，最后一次修改是1982年。 |
| 斯洛伐克           | 斯洛伐克共和国使用                                   | 1992年9月3日                           |        |        | 现行国旗左方有國徽。採用於1992年9月3日，以便與俄羅斯國旗和斯洛文尼亞國旗區分 （原來沒有國徽的樣式在1848年已經出現）。 |
| 摩尔多瓦           | 摩尔多瓦共和国使用                                   | 1990年4月27日                          |        |        | 现行国旗启用于1990年4月27日， 蓝黄红三条纵旗，中央配上国徽。1990年独立时使用的版本没有国徽。 |
|                    | 阿塞拜疆民主共和国及阿塞拜疆共和国使用               | 2013年10月22日                         |        |        | 本旗帜启用于1991年2月5日，1917年阿塞拜疆第一次独立时就用了这面国旗，但当时弦月与星星是靠在左边的。1991年独立后制定为国旗，2013年10月22日修正色彩。 |
| 葡萄牙             | 葡萄牙共和国使用                                     | 1911年6月30日                          |        |        | 1834年，隨着米格爾戰敗流亡，瑪莉亞二世得以復位，並將新設計的藍白旗幟懸掛在里斯本作為新的國旗。這面旗幟陪伴葡萄牙度過最後八十年的君主制時期，直到1910年被目前的綠紅旗幟取代。 |
| 聖座               | 教宗国及梵蒂冈城国使用                               | 1929年6月7日                           |        |        | 1929年2月11日，義大利與教宗庇護十一世簽訂《拉特朗條約》。教宗正式承認教宗國的滅亡，另建梵蒂岡城國。梵蒂岡國旗是以早期的教宗國國旗為藍本。 |
| 義大利             | 意大利共和国使用                                     | 2006年                                 |        |        | 现行国旗首次启用于1948年1月1日，2003年3月，意大利政府首次为其国旗的三种颜色制定了标准，后于2006年再次修改。 |
| 安道尔             | 安道尔公国使用                                       | 1934年8月27日                          |        |        | 现行国旗更换于1934年8月27日，1996年7月10日立法确定现在使用的国旗，一直延续至今。 |
| 科索沃             | 科索沃共和国使用                                     | 2008年2月17日                          |        |        | 现行国旗启用于2008年2月17日，科索沃曾经使用阿尔巴尼亚国旗及联合国旗作为国旗或代表旗帜。 |
| 坦桑尼亚           | 坦桑尼亚联合共和国使用                               | 1964年4月21日                          |        |        | 本旗採用於1964年4月21日，由坦噶尼喀和桑給巴爾的旗幟組合而成。 |
| 利比里亚           | 利比里亚共和国使用                                   | 1847年8月27日                          |        |        | 本旗採用於1847年8月27日，国旗仿照美国国旗设计，1847年新设计将旧国旗蓝底当中十字，改为白色五角星。 |
| 塞内加尔           | 塞内加尔共和国使用                                   | 1960年8月20日                          |        |        | 本旗採用於1960年8月20日，由绿、黄、红三条直条组成的三色旗，中间有一颗绿色五角星。旧国旗1958年制定，由绿、黄两色组成的国旗，中间有一颗黄色五角星。 |
| 喀麦隆             | 喀麦隆共和国使用                                     | 1975年5月20日                          |        |        | 本旗採用於採用於1975年5月20日，是一面三色旗。由綠、紅、黃三直條組成，中有一黃星，星的尺寸没有明确规定，故有所不同，但一定在中央。最初的旗帜由1957年10月26日的法属喀麦隆46号法规定，只有三色；1960年2月21日的喀麦隆联合共和国新宪法确认。 1961年至1975年的旗帜颜色排列相同，但中央无星，而是左上角有两颗金色星（相对旗上的黄色条带颜色更深）。这面旗采纳于英属南喀麦隆并入喀麦隆国之后。 |
| 巴拿马             | 巴拿马共和国使用                                     | 1904年11月3日                          |        |        | 1903年11月，巴拿马独立，遂采用白底红蓝星加红蓝色块旗，次年国旗图案作出调整。1903版巴拿马国旗，与现行旗帜在五角星和红、蓝色块排列上略有差异。 |
| 尼加拉瓜           | 尼加拉瓜共和国使用                                   | 1971年8月27日                          |        |        | 现行国旗样式采用于1908年9月4日，1971年8月27日对国旗中央的国徽图案作出修改。 |
| 薩爾瓦多           | 萨尔瓦多共和国使用                                   | 1912年5月27日                          |        |        | 现行国旗样式启用于1822年，1912年5月27日对国旗中央的国徽图案作出修改。本旗帜样式1865年被撤，1912年恢复，1972年宪法正式确定。 |
|                    | 洪都拉斯共和国使用                                   | 2022年1月27日                          |        |        | 现行国旗更换于2022年1月27日，蓝白二色三条横旗，中央有五颗蓝星。旧国旗当中五颗蓝星原为黄色五角星。 |
|                    | 危地马拉共和国使用                                   | 1968年9月15日                          |        |        | 现行旗帜采用于1968年9月15日，1924年曾对现行国旗中央的国徽图案作出修改。 |
|                    | 伯利兹使用                                           | 1981年9月21日                          |        |        | 现行国旗更换于1981年9月21日，1964年伯利兹不少持有独立意识的人士设计了一面非正式的旗帜。海蓝底色衬托着正中的白盘，白盘上便镶着英属殖民地下的传统徽标。1981年9月21日伯利兹宣告独立后，使用了与1964年非正式旗帜略同的一面旗帜。将1964年设计的非正式旗帜分别加上了两条红色条纹即为现在的国旗。 |
|                    | 哥斯达黎加共和国使用                                 | 1998年7月17日                          |        |        | 现行旗帜采用于1998年7月17日。正式国旗是没有国徽图案的。 |
|                    | 多米尼加共和国使用                                   | 1861年                                 |        |        | 现行国旗样式采用于1844年，修改于1863年11月6日。带国徽的样式启用于1861年。 |
| 格瑞那達           | 格林纳达使用                                         | 1974年2月7日                           |        |        | 本旗採用於启用于1974年，1967-1974年格林纳达旗是一面三色旗。中间有代表格林纳达的徽章。 |
|                    | 圣文森特和格林纳丁斯使用                             | 1985年10月21日                         |        |        | 现国旗启用于1985年10月21日，1985年之前的旧国旗版本皆为纵三色旗中间为旧国徽。 |
| 圣基茨和尼维斯     | 圣基茨和尼维斯使用                                   | 1983年9月19日                          |        |        | 該旗在1983年採用以取代之前的聖克里斯多福-尼維斯-安圭拉旗幟，並自此成為於同年獨立的聖克里斯多福和尼維斯聯邦之官方旗幟。雖然該國國旗使用了象徵泛非洲主義運動的泛非顏色，但是其涵義則有不同的解釋。聖克里斯多福及尼維斯有鑑於當時使用中的旗幟包含了代表組成聯邦的三島元素，所以便決定另行設計新旗幟。 隨後該國政府在1980年代初期舉行一場國旗設計比賽，當地學生埃德里斯·利威斯（Edrice Lewis）的設計從258份作品中脫穎而出成為聖克里斯多福及尼維斯國旗，並於1983年9月19日該國獨立日午夜零時一分首次懸掛。 |
| 多米尼克           | 多米尼克使用                                         | 1990年                                 |        |        | 多米尼克联邦国旗国旗启用于1978年11月3日，多米尼克联邦的独立日。在1981、1988和1990年稍作修改。1981年以前，多米尼克国旗黑白黄三色带的排列次序不同，星星也没有镶边。1988以前，鹦鹉面向的方向不同。1990年星星的颜色加深使之与旗地颜一致；星星黄色的边缘改为黑色。鹦鹉的颜色更接近真实，比例也有改变。 |
| 智利               | 智利共和国使用                                       | 1817年10月18日                         |        |        | 现行国旗于1817年10月18日启用，目前的智利国旗是历来的第三面。现行智利国旗与美国德克薩斯州州旗极为相似。 |
| 乌拉圭             | 乌拉圭东岸共和国使用                                 | 1830年7月11日                          |        |        | 现行国旗于1830年7月11日启用，旗最初的版本啟用於1828年12月16日，有十七道橫條。至1830年7月11日減少為九條。旗幟的設計者為华金·苏亚雷斯（Joaquín Suárez） 九條橫條代表了原來省的數目。 |
| 秘魯               | 秘鲁共和国使用                                       | 1950年                                 |        |        | 现行国旗样式启用于1825年，1950年对国旗中央的国徽图案作出修改。 |
| 玻利维亚           | 多民族玻利维亚国使用                                 | 1851年10月31日                         |        |        | 现行国旗样式启用于1851年10月31日，旧国旗样式与今天不同。 |
| 哥伦比亚           | 哥伦比亚共和国使用                                   | 2011年7月22日                          |        |        | 现行国旗样式启用于1861年11月26日，其中三色的比例为2:1:1。 |
| 阿根廷             | 阿根廷共和国使用                                     | 1816年1月20日                          |        |        | 1816年阿根廷独立后正式将该旗成为代表国家的旗帜，但国旗只由两间蓝色和一间的白色组成，象征了“公正及正义”。后来在1818年将五月太阳加入国旗之中，从此之后，国旗除了在颜色的深浅度及比例作出几次的变动外，并没有大的改变，最终形成了现今的阿根廷国旗。 |
| 苏里南             | 苏里南共和国使用                                     | 1975年11月25日                         |        |        | 启用于1975年11月25日，当日苏里南宣布独立。苏里南独立前的旗帜，也即荷属圭亚那的旗帜，是由用一个椭圆连接的五颗不同颜色的星星组成的。 |
| 巴西               | 巴西第一共和国使用                                   | 1889年11月15日                         |        |        | 现用國旗的原始版本出现于1889年11月19日，在巴西皇帝佩德羅二世被推翻後。魯伊·巴爾博薩律師提出了一面新的國旗，效仿美國國旗，使用於1889年11月15日至19日。有13道綠黃相間的橫條紋，左上角有藍色方塊，內有21顆星。 之後臨時總統德奧多羅·達·豐塞卡元帥反對這個提議，希望反映原有國旗的設計，體現國家從帝制走向共和的這一轉變。萊蒙度·特些拉·門德斯主持了這一專案。他將帝國國徽換成了一個藍色天球儀，中間有口號。這一設計得到了豐塞卡的批准，並予以展示。新的國旗由萊蒙度·特些拉·門德斯、米格爾·萊蒙斯、米格爾·佩雷拉·雷斯與德西奧·維拉雷斯組成的小組設計完成。1889年11月19日被正式採納。 |
| 巴西               | 巴西联邦共和国使用                                   | 1992年5月11日                          |        |        | 现用國旗的原始版本出现于1889年11月19日，在巴西皇帝佩德羅二世被推翻、共和國成立的四天後。原始版本只有21顆星，之後隨著州的增加，星星數量也變多，如同美國國旗。 |
| 美国               | 美利坚合众国使用                                     | 1777年6月14日                          |        |        | 一開始沒有星星，但有米字旗，最初的十三殖民地由橫條表示。 关于星条旗的起源至今没有一个准确的、统一的说法。一个在美国流传很广的故事认为，第一面星条旗是由贝特西·罗斯在获得了乔治·华盛顿的亲自授权后缝制的。1773年，当她21岁时，与一位地毯装饰匠约翰·罗斯私奔，之后夫妇两人做起了生意。美国独立战争爆发后不久，约翰·罗斯在一次爆炸中丧生，贝特西·罗斯随即返回了费城。由于她的针线活做得十分出色，1776年夏初，她接待了由乔治·华盛顿、乔治·罗斯（George Ross）和罗伯特·莫里斯（Robert Morris）组成的三人委员会的拜访。华盛顿向贝特西出示了新生的美利坚合众国国旗的设计图，并请她赶制第一面国旗。几天之后，当华盛顿等三人再次登门时，贝特西已经完成了国旗的缝制工作，向他们展示了第一面美国国旗——星条旗。然而，这只是一个在美国流传非常广泛的故事，因为这一切都是贝特西·罗斯自己讲述並流传下来的，除此之外，没有任何其它文字性或任何方式的记录可以证明这一说法的真实性。 第一面旗幟代表最初的十三個州（康乃狄克州、德拉瓦州、喬治亞州、馬里蘭州、麻薩諸塞州、新罕布夏州、紐澤西州、紐約州、北卡羅萊那州、賓夕法尼亞州、羅得島州、南卡羅萊那州、維吉尼亞州） |
| 美国               | 美利坚合众国使用                                     | 1960年7月4日                           |        |        | 现用國旗的原始版本出现于1777年6月14日，在1959年8月21日夏威夷正式成为美国的一个州后，次年国庆日，国旗上的49颗星被改为50颗——这也是美国国旗距今最近的一次修改。 |
| 巴拉圭             | 巴拉圭共和国使用                                     | 2013年7月15日                          |        |        | 现行国旗启用于2013年7月15日，2013年对国旗中央的国徽图案作出修改。 |
| 加拿大             | 加拿大联邦使用                                       | 1965年                                 |        |        | 现行国旗样式启用于1965年，1981年立法确定现在使用的国旗，一直延续至今。 |
| 墨西哥             | 墨西哥合众国使用                                     | 1968年9月16日                          |        |        | 现行国旗样式启用于1821年墨西哥独立後，建立墨西哥第一帝國，1968年对国旗中央的国徽图案作出修改。 |
|                    | 汤加王国使用                                         | 1875年11月4日                          |        |        | 现行国旗样式启用于1875年，佐治·圖普一世於1845年即位後，便決定設計一面能夠代表基督教的新國旗。他與一位後來成為東加首相的英國傳教士雪莉·瓦爾德馬·貝克（Shirley Waldemar Baker）成為朋友，並一起制定該國國徽、國歌和新國旗。新設計與英國紅船旗相似，即是旗幟的四分之三均為純紅色背景，以及在左上方有一個「特殊的設計」。後來新的東加王國憲法於1875年11月4日制定和公佈，該憲法不但包含新的國旗設計，也把他標誌為東加國旗。此外，根據東加憲法第47條，該國旗「永遠不得改變」和「必須永遠是東加王國的國旗」。東加之前曾經設計並使用過一面背景為純白色且中間有一個紅色十字的旗幟，可是由於該國隨後發現該旗幟與在1863年採用的國際紅十字會會旗幾乎一樣，所以東加後來決定把舊國旗的設計放在新旗幟的左上方，而剩下的地方則改為紅色。雖然這些設計後來均成為東加國旗的正式設計，但是舊國旗的設計最終仍然是東加的其中一個國家象徵。 |
| 泰國               | 暹罗王国及泰王国使用                                 | 2017年9月30日                          |        |        | 现行国旗样式启用于1917年9月28日，1917年9月28日，拉玛六世把旗帜中间的条带改成蓝色，形成了现在的三色旗。2017年对旗帜颜色做出修改。 |
| 菲律賓             | 菲律宾第三共和国使用                                 | 1998年5月19日                          |        |        | 现行国旗样式启用于1898年5月19日，目前最近一次修改是1998年。将国旗的蓝色改为深蓝色。 |
| 东帝汶             | 东帝汶民主共和国使用                                 | 2002年5月20日                          |        |        | 东帝汶1975年单方面宣布独立时就启用了黑白黄红四色旗，1976年东帝汶印度尼西亚占领时期被取締，直至1999年东帝汶由联合国托管。2002年东帝汶恢复独立，国旗纵横比例由1975年的2:3改为1:2。 |
| 馬爾地夫           | 马尔代夫共和国使用                                   | 1965年7月25日                          |        |        | 现行国旗啟用於1965年7月25日。是一面綠地旗幟 （代表島嶼上的棕櫚樹），外圍紅框 （象徵過去、現在與將來為國不惜犧牲的英雄）。中為一白新月，開口向右，象徵伊斯蘭信仰。 |
|                    | 吉尔吉斯共和国使用                                   | 1992年3月3日                           |        |        | 启用于1992年3月3日。是一面红地旗帜。在苏联解体以后，吉尔吉斯斯坦曾使用过吉尔吉斯苏维埃社会主义共和国国旗的一个变体。 |
|                    | 吉尔吉斯共和国使用                                   | 2023年12月22日                         |        |        | 目前版本启用于2023年12月22日。是一面红地旗帜。2023年时吉尔吉斯斯坦将国旗的40道黄色太阳光芒由卷曲状改为放射状。 |
|                    | 塔吉克斯坦共和国使用                                 | 1992年11月24日                         |        |        | 在1991到1992年之间仅移除了共产主义的标志，1992年11月采用新国旗，是苏联各加盟共和国中最后一个变更国旗的国家，國旗採用於1992年11月24日。 |
| 沙烏地阿拉伯       | 沙特阿拉伯王国使用                                   | 1973年3月15日                          |        |        | 现行国旗启用于1973年3月15日，最早的版本可以追溯到内志王国时期的国旗样式。 |
| 葉門               | 也门共和国使用                                       | 1990年5月22日                          |        |        | 现行国旗于于1990年5月22日南北也门统一后启用。国旗上红、白、黑三色横条继承了原南北也门旗帜的共同部分。 |
| 英国               | 大不列颠及北爱尔兰联合王国使用                       | 1801年1月1日                           |        |        | 今天的米字旗诞生于1801年1月1日，当时爱尔兰島与不列颠组成了联合王国。爱尔兰圣帕特里克的白地红色交叉型旗再度与米字旗合并，从而形成了今天的米字旗。 |
| 瑞士               | 瑞士联邦使用                                         | 1889年                                 |        |        | 现行国旗样式启用于1803年。瑞士在成立聯邦時決定在紅底上畫上四個大小相同的十字架，後來在1889年又修改成今日的形式。 |
| 德国               | 德意志国使用                                         | 1935年                                 |        |        | 1933年開始納粹德國也曾短期的使用過黑、白、紅三色旗。1866年的普奧戰爭之後，普魯士王國領導的北德意志邦联採用黑、白、紅三色旗為聯邦旗。黑-白-紅三色旗後來也成為1871年德意志統一後的德意志帝國（德意志第二帝國）的國旗，並一直使用到1918年一戰結束。1933年阿道夫·希特勒被任命為總理後，該國旗被用作德國的兩面國旗之一，另一面是德意志帝國的黑-白-紅水平三色旗。1934年，即興登堡總統去世後的一年，兩面國旗並存的局面結束，卐字旗在1935年成為德國的國旗，一直到第二次世界大戰結束和第三帝國的滅國為止。 |
| 德国               | 德意志联邦共和国使用                                 | 1949年5月9日                           |        |        | 目前德意志联邦共和国国旗适用德国全境的日期是1990年10月3日。從1990年10月3日兩德統一後，黑、紅、金三色旗再次成為德國國旗。德國國旗也並非總是使用黑、紅、金三色作為其基色。1866年的普奧戰爭之後，普魯士王國領導的北德意志邦联採用黑、白、紅三色旗為聯邦旗。黑-白-紅三色旗後來也成為1871年德意志統一後的德意志帝國（德意志第二帝國）的國旗，並一直使用到1918年一戰結束。 |
| 摩洛哥             | 摩洛哥王国使用                                       | 1956年3月2日                           |        |        | 摩洛哥国旗于1915年11月17日首次启用，例为2：3。中饰有一颗绿色互相交织的星，称为苏莱曼之印。现行版本于1956年3月2日启用。 |
| 巴勒斯坦           | 巴勒斯坦国使用                                       | 2006年2月17日                          |        |        | 此旗帜于1964年成為巴勒斯坦解放組織的旗幟，1988年11月15日定成為未來巴勒斯坦國的国旗。2006年2月17日，国旗作出修改，增加了旗帜左侧红色三角形的面积。由于巴勒斯坦国尚未完全独立，故现巴勒斯坦国旗黑条置于上方，绿条置于下方。2000年，阿拉法特曾声称，一旦巴勒斯坦正式建国，国旗黑、绿二色的位置将反转，即绿条置于上方，黑条置于下方。 |
| 基里巴斯           | 基里巴斯共和国使用                                   | 1979年7月12日                          |        |        | 本国旗于1979年7月12日启用。国旗上半部有紅色的天空，金色的軍艦鳥在旭日之上飛過。下半部為藍白相間的波浪，象徵海洋和三大群島。太陽有17度光芒，代表了吉尔伯特群島的16個島和巴納巴島。 |
| 法國               | 法蘭西共和国使用                                     | 2020年7月13日                          |        |        | 本国旗于2020年7月13日启用。国旗為藍白紅三色豎紋旗，對藍色部分做出調整，由原本較淺的鈷藍色改為較深的海軍藍。 |
| 塞爾維亞           | 塞爾維亞共和国使用                                   | 2010年11月11日                         |        |        | 本国旗于2010年11月11日启用。由红、蓝、白（即泛斯拉夫颜色）三横条组成，国旗中间偏左方有塞尔维亚国徽。采用于2004年8月16日，在2006年11月8日生效的宪法中得到保障。2010年11月11日对旗帜上的国徽图案作出修改。 |

## 苏联加盟共和国国旗对比
苏联加盟共和国国旗大多基于苏联国旗设计。除格鲁吉亚蘇維埃社會主義共和國使用红色的镰刀锤子以外，所有旗帜都带有金色的镰刀锤子和金边红星图案并采用红地。解体后多采用本民族颜色样式设计。
| 加盟共和国国旗 | 共和国         | 现今国旗 |
| -------------- | -------------- | -------- |
|                | 俄羅斯         |          |
|                | 乌克兰         |          |
|                | 白俄羅斯       |          |
|                |                |          |
|                |                |          |
|                |                |          |
|                |                |          |
|                | 立陶宛         |          |
|                | 摩尔多瓦       |          |
|                | 拉脫維亞       |          |
|                |                |          |
|                |                |          |
|                | 亞美尼亞       |          |
|                |                |          |
|                | 爱沙尼亚       |          |
|                | 卡累利阿共和国 |          |
|                | 阿布哈茲       |          |
|                | 德涅斯特河沿岸 |          |

## 前南斯拉夫加盟共和国国旗对比
南斯拉夫加盟共和国国旗大多基于南斯拉夫国旗设计。除波斯尼亚和黑塞哥维那社会主义共和国和马其顿社会主义共和国使用红旗和五角星为基础以外，所有旗帜都是基于南斯拉夫国旗设计。解体后多采用本民族颜色样式设计。
| 加盟共和国国旗 | 南斯拉夫                   | 之后或现今国旗 |
| -------------- | -------------------------- | -------------- |
|                | 南斯拉夫社會主義聯邦共和國 |                |
|                | 塞爾維亞                   |                |
|                |                            |                |
|                | 斯洛維尼亞                 |                |
|                | 科索沃                     |                |
|                |                            |                |
|                | 北馬其頓                   |                |
|                |                            |                |